# Duck Stars
Die DuckStars-Sammelkarten von topps, die es seit dem 25. Juli 2014 gibt, sind Sammelspielkarten, auf welchen Entenhausen-Figuren abgebildet sind. Auf jeder Karte sind Werte in verschiedenen Kategorien zu sehen. Ein Sammelkartenpäckchen enthielt fünf Sammelkarten und kostete einen Euro. Es sind 170 verschiedene Karten veröffentlicht worden.

## Kartenarten
- Helden-Karten
- Bösewicht-Karten
- Extra-Karten
- Puzzle-Karten (ergeben zusammengelegt ein Bild)
- Sonder-Karten (erhöhen den Kategorie-Wert um drei Punkte)
- Limitierte Auflage (erhöhen den Kategorie-Wert um vier Punkte) (nur im Micky Maus Magazin erhältlich)
- Animation-Karte (nur eine)

## Kategorien
Folgende Kategorien sind auf den Karten zu finden:
Charaktertyp Helden:
- Mut (orange)
- Intelligenz (rot)
- Humor (gelb)
- Freunde (blau)

Charaktertyp Bösewichte:
- List (orange)
- Intelligenz (rot)
- Geschick (gelb)
- Schaden (blau)

Allerdings sind die Angaben, die unter den Kategorien auf den Karten stehen, meist nicht mit der Darstellung in den Comics oder Filmen identisch, so soll Donald Duck zum Beispiel intelligenter als Tick, Trick und Track sein.

## Funktionsweise des Spiels
Ziel des Spieles:
DuckStars ist ein Spiel für zwei Spieler. Ziel des Spiels ist es, alle 3 Bösewicht-Karten des Gegners zu schlagen und damit alle Bösewichte aus Entenhausen zu vertreiben.

### Grundspiel
Schritt 1:
Zuerst wählt man drei seiner Bösewicht-Karten und legt sie verdeckt in einer Reihe ab. Anschließend werden acht Helden-Karten gewählt, die man mischt und verdeckt auf den Helden-Stapel hinter die Bösewichte legt. Ein Münzwurf entscheidet, wer anfängt.
Schritt 2:
Spieler 1 nimmt die obere Karte von seinem Helden-Stapel. Spieler 2 wählt den Bösewicht, mit dem er zuerst spielen will. Wenn eine Bösewicht-Karte besiegt wurde, muss sie offen hingelegt werden und kann nicht mehr verwendet werden. Es geht immer abwechselnd.
Wenn ein Bösewicht einen Helden schlägt
Schritt 3:
Wenn ein Bösewicht einen Helden schlägt, wird dieser verdeckt abgelegt und kann in einer anderen Runde verwendet werden. Die Helden-Karte muss auf den „Gespielte Karten“-Stapel abgelegt werden.
Unentschieden
Schritt 4:
Wenn eine Helden-Karte den gleichen Wert wie der der Bösewicht-Karte aufweist, so wird die Helden-Karte ganz unten in den Stapel gesteckt. Sie kann in einer anderen Runde wieder verwendet werden. Der Bösewicht kann wieder abgelegt werden und in einer anderen Runde wieder zum Einsatz kommen.
Wenn ein Spieler keine Karten mehr hat:
Wenn ein Spieler keine Helden-Karten mehr hat, gewinnt der Gegner das Spiel automatisch.

### Spiel für Fortgeschrittene
Im fortgeschrittenen Spiel können Extra-Karten eingesetzt werden. Bei der Wahl der acht Helden-Karten kann man auch zwei Extra-Karten zusätzlich auswählen. Jeder Spieler darf pro Spiel höchstens zwei Extra-Karten verwenden.
Manche Extra-Karten können nur mit entsprechenden Charakter-Karten verwendet werden.
Manche Extra-Karten können mit jedem Helden oder Bösewicht verwendet werden.
Extra-Karten erhöhen die Spielwerte der Kategorie und vergrößern die Chance den Gegner zu besiegen.

## Preis
- 1 Päckchen (5 Karten): 1,00 €
- Sammelmappe: 7,99 €

## Sammelkarten in Comics

### Micky Maus Duck Stars
Micky Maus Duck Stars war eine 4-teilige Comicserie, die 2014 zeitgleich zum Sammelkartenspiel vom Egmont Ehapa Verlag veröffentlicht wurde. Jeder Band hatte 128 Seiten und war einem bestimmten Charakter als Zentrale Figur gewidmet. Zudem waren jedem Band 10 Karten des Sammelkartenspiels beigelegt.
- Micky Maus Duck Stars 1 - 6 Geschichten mit Donald Duck. Ehapa, 2014.
- Micky Maus Duck Stars 2 - 6 Geschichten mit Tick, Trick und Track. Ehapa, 2014.
- Micky Maus Duck Stars 3 - 5 Geschichten mit Micky Maus. Ehapa, 2014.
- Micky Maus Duck Stars 4 - 6 Geschichten mit Phantomias. Ehapa, 2014.

### Micky Maus Magazin
Im Micky Maus-Magazin 31/2014 war ein Booster des Sammelkartenspiels beigelegt. In den folgenden Ausgaben 32–38/2014 war jeweils eine limitierte Sonderkarte eines Entenhauseners beigelegt.
- MM 32/2014: Sonderkarte Dagobert Duck
- MM 33/2014: Sonderkarte Tick, Trick und Track
- MM 34/2014: Sonderkarte Donald Duck
- MM 35/2014: Sonderkarte Daniel Düsentrieb
- MM 36/2014: Sonderkarte Phantomias
- MM 37/2014: Sonderkarte Goofy
- MM 38/2014: Sonderkarte Helferlein

## Weitere Limitierte Sonderkarten
Es gab noch mehrere Möglichkeiten Limitierte Sonderkarten zu erhalten. Für das Einschicken von 10 leeren Kartenpäckchen, sogenannte Booster, bekam man von Topps Deutschland eine limitierte Sonderkarte von Dussel Duck. Für den Kauf einer Mini-Sammeldose, erhielt man eine limitierte Sonderkarte von Oma Duck. Für den Kauf einer Sammelmappe, erhielt man eine limitierte Sonderkarte von Minnie Maus. Bei einem Einkauf im Webshop ab 10 €, bekam man eine limitierte Sonderkarte von Gustav Gans.